# .td
.td e интернет домейн от първо ниво за Чад. Администрира се от Телекомуникационно общество на Чад (Société des télécommunications du Tchad). Представен е през 1997.